# Somos János Csaba
Somos János Csaba DLA (karmesterként gyakran csak Somos Csaba néven említik); (Szolnok, 1970. szeptember 8. –) Liszt Ferenc-díjas magyar karmester, a  Liszt Ferenc Zeneművészeti Egyetem tanára, a Nemzeti Énekkar vezető karnagya, érdemes művész. Karnagyként számos országban sikerrel vendégszerepelt.

## Életpályája
1985–1989 között a Kodály Zoltán Zeneművészeti Szakközépiskola szolfézs-zeneelmélet és cselló szakán tanult Debrecenben. 1989–1990 között a MRT Szimfonikus Zenekarának tagja volt. 1992–2009 között a Vasas Művészegyüttes Énekkarának karnagya (2 év kihagyással) volt. 1994-ben szerezte karvezetés diplomáját a Liszt Ferenc Zeneművészeti Egyetemen. Tanárai: Jobbágy Valér és Erdei Péter voltak. 1998-ban ugyanott karmester diplomát szerzett (tanárai: Lukács Ervin és Gál Tamás). 2000–2003 között a debreceni Csokonai Színház karmestere volt, majd 2004-től zeneigazgatója. 2002-ben megalapította a Vass Lajos Kamarakórust. 2004–2007 között a Pécsi Nemzeti Színház zeneigazgatója, 2009–2013 között a Magyar Rádió Énekkarának vezető karnagya volt. 2012-től a Kóta Művészeti Bizottságának elnöke, valamint 2013-tól a Zeneakadémia Alma Mater Kórusának karnagya. 2015-ben DLA fokozatot szerzett a Liszt Ferenc Zeneművészeti Egyetemen. (Doktori disszertációjának címe: "Szövegábrázolási technikák és motívumok Franz Schmidt: Das Buch mit Sieben Siegeln című oratóriumában").
Mesterkurzusokon vett részt Jürgen Jürgens, Johannes Moesus, és Jurij Simonov irányításával. 

## Díjai, kitüntetései
- Rubányi-díj (2002)
- Liszt Ferenc-díj (2014)
- A Magyar Érdemrend lovagkeresztje (2020)
- Érdemes művész (2023)

### A Vass Lajos Kamarakórussal
2002: Preveza, I. díj (Görögország)
2009: Ohrid, I. díj (Macedónia)
2014: Caorle/Velence, "Venezia in Musica" Nemzetközi Kórusverseny I. díj és Nagydíj (Olaszország)